# Ocnogyna lusitanica
Ocnogyna lusitanica är en fjärilsart som beskrevs av Karl Schawerda 1934. Ocnogyna lusitanica ingår i släktet Ocnogyna och familjen björnspinnare. Inga underarter finns listade i Catalogue of Life.